# Quellinus (Künstlerfamilie)
Quellinus (latinisiert aus Quellin) ist der Name einer hauptsächlich in Antwerpen ansässigen flämischen Maler- und Bildhauerfamilie des 17. Jahrhunderts und der Kunstgewerbeschule Quellinus in Amsterdam. Zur Künstlerfamilie gehören:
- Erasmus Quellinus I. (um 1584–1640), Bildhauer
  - Erasmus Quellinus II. (1607–1678), Maler
    - Jan Erasmus Quellinus (1634–1715), Maler

  - Artus Quellinus I. (1609–1668), Bildhauer
  - Hubertus Quellinus (1619–1687), Kupferstecher und Zeichner[1]

- Artus Quellinus II., auch der Jüngere genannt, (1625–1700), Bildhauer (Erasmus Quellinus I. war sein Onkel)
  - Artus Quellinus III., auch Arnold Q. oder irrtümlich Jan Erasmus genannt, (1653–1686), Bildhauer
  - Cornelis Quellinus (1658–1709), Maler,
  - Thomas Quellinus (1661–1709), Bildhauer, tätig in Kopenhagen[2]